# Eugenio Tarabini
Eugenio Tarabini (Morbegno, 2 maggio 1930 – Sondrio, 25 agosto 2018) è stato un politico italiano.

## Biografia
Democristiano di lunga data, nel corso della sua lunga carriera politica è eletto al Parlamento ininterrottamente dal 1968 al 1994 (per tre volte da Senatore, per quattro da Deputato). Ha ricoperto l'incarico di Sottosegretario di Stato al tesoro nel Governo Andreotti IV, nel Governo Cossiga I, nel Governo Spadolini I e II, nel Governo Craxi I e II, nel Governo Forlani, nel Governo Fanfani VI e nel Governo Andreotti VII.
In Provincia di Sondrio ha fondato il movimento dei Popolari Retici, di cui è rimasto leader fino alla morte. Nel 1999, sostenuto dal suo movimento e dal Polo per le Libertà (ma non dalla Lega Nord, che espresse un suo candidato), riuscì ad essere eletto presidente della Provincia di Sondrio, al ballottaggio con il 52,8% dei consensi, sconfiggendo il candidato del centrosinistra e presidente uscente Enrico Dioli candidato de L'Ulivo.
Nel 2004 si è candidato nuovamente per la presidenza della Provincia, sostenuto, ancora una volta, dai Popolari Retici, da Forza Italia e Alleanza Nazionale, ma fu sconfitto, al ballottaggio, dal senatore leghista Fiorello Provera.